# Cross Lough (Killadoon) SPA
Cross Lough (Killadoon) SPA este o arie protejată (arie de protecție specială avifaunistică — SPA) din Irlanda întinsă pe o suprafață de 26,74 ha, integral pe uscat.

## Localizare
Centrul sitului Cross Lough (Killadoon) SPA este situat la coordonatele 53°42′30″N 9°54′31″W / 53.708446°N 9.908561°V.

## Înființare
Situl Cross Lough (Killadoon) SPA a fost declarat arie de protecție specială avifaunistică în septembrie 2008 pentru a proteja 3 specii de animale.

## Biodiversitate
Situată în ecoregiunea atlantică, aria protejată nu include niciun habitat protejat.
La baza desemnării sitului se află mai multe specii protejate de  păsări (3): pescăruș sur (Larus canus), pescăruș râzător (Larus ridibundus), chiră de mare (Sterna sandvicensis).